# Babyrousa celebensis
Babyrousa celebensis of de noordelijke babiroesa of gewone babiroesa is een hertzwijn uit  een geslacht van varkensachtige hoefdieren. De naam "babiroesa" is een samenstelling van de Indonesische woorden "babi" (varken) en "rusa" (hert). Dit hertzwijn is een zoogdier uit de familie van de varkens (Suidae). De wetenschappelijke naam van de soort werd voor het eerst geldig gepubliceerd door Deninger in 1909. Het is een voor uitsterven kwetsbare, endemische diersoort van het eiland Celebes.

## Kenmerken

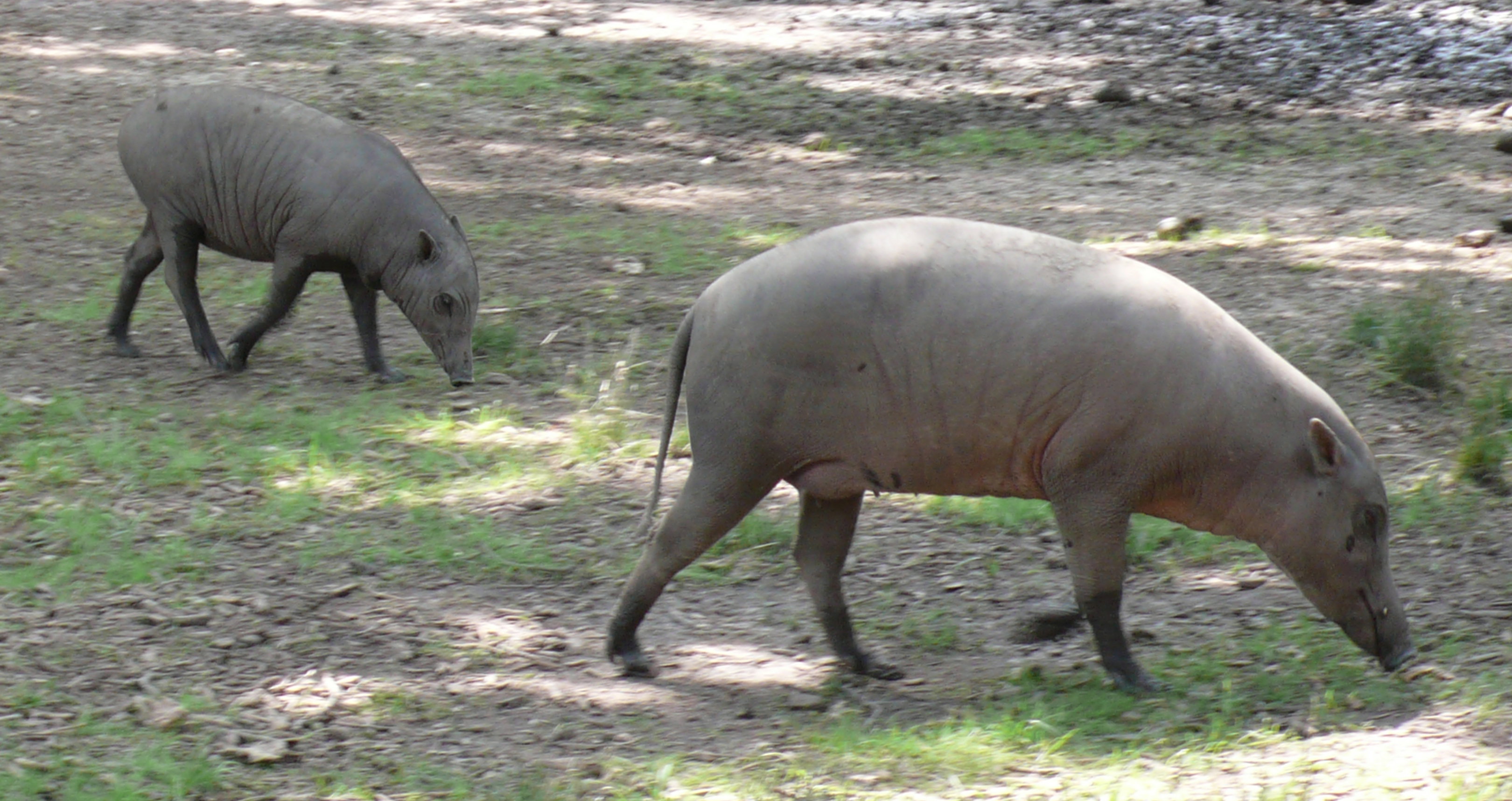
Vrouwtjes en onvolwassen dieren missen de slagtanden

Het dier heeft een kop-staartlengte van 85 tot 110 centimeter en weegt  maximaal 100 kilogram. Het heeft een grijze huid en lijkt praktisch haarloos. Het volwassen mannetje heeft twee paar slagtanden. In de bovenkaak zit een paar grote, in een boog omhoog gebogen slagtanden. In de onderkaak zitten twee eveneens om hoog gebogen slagtanden die vanuit de onderkaak komen. Vrouwtjes en onvolwassen dieren missen de slagtanden.

## Verspreiding en leefgebied
De noordelijke babiroesa kwam door het hele eiland Celebes voor, maar is nu in het noordoostelijk deel praktisch uitgestorven. Het dier komt nog wel voor is het Nationaal park Bogani Nani Wartabone en andere natuurgebieden en resten regenwoud in provincie Gorontalo en een paar andere plaatsen in het westen van het eiland. Mogelijk zijn er nog populaties op de eilanden Muna en Buton, maar deze eilanden zijn inmiddels sterk ontbost.
De leefgebieden liggen in tropisch regenwoud waar het dier zich ophoudt in de buurt van waterpoelen die rijk zijn aan waterplanten en de oevers van riveren.

## Status
De noordelijke babiroesa heeft een beperkt verspreidingsgebied en daardoor is de kans op uitsterven aanwezig. De grootte van de populatie werd in 2016 door de IUCN geschat op minder dan 10.000 volwassen individuen en de populatie-aantallen nemen af door jacht. In het noorden van Celebes leven grote christelijke gemeenschappen die geen moeite hebben met het eten van varkensvlees zoals in de merendeels islamitische rest van Indonesië. Daarnaast wordt het leefgebied aangetast door ontbossing waarbij natuurlijk bos wordt omgezet in gebied voor agrarisch gebruik en menselijke bewoning. Om deze redenen staat deze soort als kwetsbaar op de Rode Lijst van de IUCN.